# انتخابات مجلس سنای ایالات متحده در سال ۲۰۲۲
انتخابات سنای ایالات متحده سال ۲۰۲۲ در ۸ نوامبر آن سال برگزار شد. در این انتخابات، ۳۴ کرسی از ۱۰۰ کرسی مجلس سنا طبق معمول در انتخابات ۸ نوامبر مورد رقابت قرار گرفت و انتخاب شدگان آن از ۳ ژانویه ۲۰۲۳ تا ۳ ژانویه ۲۰۲۹ به‌مدت شش سال در کنگره ایالات متحده خدمت می‌کنند. این اشخاص که با عنوان سناتور شناخته می‌شوند به سه گروه یا طبقه تقسیم می‌شوند که دورهٔ خدمت هر گروه با دیگری متفاوت است به طوری که هر دو سال یک طبقه مخصوص تجدید انتخابات دارد. سناتورهای طبقه ۳ آخرین بار در سال ۲۰۱۶ انتخاب شدند و بار دیگر در سال ۲۰۲۲ برای شرکت در انتخابات، درخواست کاندیدا شدن دادند، یا بازنشستگی خود را اعلام کردند.
همهٔ ۳۴ کرسی سناتورهای طبقهٔ ۳ Class 3 مجلس سنا در سال ۲۰۲۲ خالی و با انتخابات جدید پر شد. طبقهٔ ۳، از ۱۴ دموکرات و ۲۰ جمهوری‌خواه تشکیل شده‌ بود. اگر کرسی یکی از ایالت ها پر نمیشد، ممکن بود که چنان ایالت برای انتخاب سناتور خود نیاز به انتخابات ویژه ای در طی کنگره ۱۱۷ میداشت که احتمالاً همزمان با سایر انتخابات مجلس سنا در سال ۲۰۲۲ انجام میشد.
از مارس ۲۰۲۱، پنج سناتور جمهوری‌خواه اعلام کرده‌ بودند که برای انتخابات جدید خود را کاندید نخواهند کرد. ۹ سناتور جمهوری‌خواه و ۱۱ سناتور دموکرات برای انتخابات مجدد کاندیدا شدند. از بین سناتورهای دموکرات هیچیک، بازنشستگی خود را اعلام نکردند.
بر خلاف سال ۲۰۱۸، که دموکرات‌ها ۱۰ کرسی در ایالت‌هایی که دونالد ترامپ در سال ۲۰۱۶ به دست آورد، داشتند، در سال ۲۰۲۰ آنها در ایالت‌هایی که ترامپ به دست آورده بود، کرسی‌های خود را در مجلس سنا از دست دادند. اما حزب جمهوری‌خواه برای حفظ دو کرسی در ویسکانسن و پنسیلوانیا (دو ایالتی که آن‌ها رئیس‌جمهور جو بایدن در سال ۲۰۲۰ برنده شد تلاش میکرد. در حالی که هیلاری کلینتون فقط یک کرسی (نوادا) را که در سال ۲۰۱۸ قابل کسب بود بدست آورد.

## پیش‌بینی‌ها
قبل از پایان انتخابات، چندین سایت و افراد گوناگون برای اطلاع مردم پیش‌بینی‌هایی در مورد نتیجهٔ انتخابات کاندیداهای مختلف منتشر می‌کنند. در این پیش‌بینی‌ها عواملی از قبیل توانایی‌های سناتورهای فعلی (اگر آن فرد برای انتخاب مجدد نامزد شده باشد) و سایر نامزدها، و گرایش حزبی هر ایالتی (که بخشی از آن دررتبه بندی‌های مشخصی که وسیلهٔ مؤسسهٔ آراء حزبی کوک Cook Partisan Voting Index منعکس شده) بررسی می‌شود. پیش‌بینی‌ها کرسی‌ها را رتبه‌بندی می‌کنند، این پیش‌بینی نشان دهنده مزیت یک حزب بر حزب دیگر در کسب آن کرسی است. بیشتر پیش‌بینی کنندگان انتخابات از موارد زیر استفاده می‌کنند:
- " شیر یا خط ": هیچ مزیتی ندارد
- " شیب " (که توسط برخی پیش‌بینی‌ها استفاده می‌شود): حداقل، کمترین مزیت
- " تمایل به جهتی ": برتری جزئی
- " محتمل ": مزیت قابل توجه، اما قابل غلبه
- " امن " یا " محکم": احتمال پیروزی تقریباً قطعی

در حال حاضر رسانه‌های انتخاباتی رتبه ای را که به کارولینای شمالی North Carolina و پنسیلوانیا Pennsylvania می‌دهند حالت «شیر یا خط» دارد. آریزونا Arizona، جورجیا Georgia، فلوریدا Florida، میزوری Missouri، نوادا Nevada، نیوهمشایر New Hampshire، اوهایو Ohio، و ویسکانسین Wisconsin رتبهٔ رقابت سخت را برای کسب کرسی‌های موجود دارند که با مزایای قابل توجهی برای هر یک از احزاب در این ایالت رتبه‌بندی شده‌اند.

## بازنشسته ها

### حزب دموکرات
هیچ یک اعلان بازنشستگی از ۲۰ مه ۲۰۲۱ نکرده اند.

### حزب جمهوریخواه
پنج عضو این حزب بازنشستگی خود را از مجلس سنا از ۲۰ مه ۲۰۲۱ اعلام داشته اند. 
- آلاباما: ریچارد شلبی [۱]
- میزوری: روی بلانت [۲]
- کارولینای شمالی: ریچارد بار [۳]
- اوهایو: راب پرتمن [۴]
- پنسیلوانیا: پت تومی [۵]